# Championnats d'Asie de BMX freestyle
Les championnats d'Asie de BMX freestyle sont des compétitions de BMX freestyle organisées par la Confédération asiatique de cyclisme et faisant concourir des cyclistes issus des pays membres de la Confédération.
Depuis 2006, des championnats d'Asie de BMX racing sont également organisés.

## Histoire
Après que le BMX freestyle ait été inclus pour la première fois au programme des Jeux olympiques d'été de 2020, l'Union cycliste internationale a créé un classement de qualification qui pourrait également inclure les résultats des championnats continentaux. La Confédération asiatique de cyclisme (ACC) a ensuite organisé les premiers championnats asiatiques de cyclisme urbain, qui comprenaient des compétitions de BMX freestyle, de trial et de cross-country eliminator, suivant le modèle des championnats du monde de cyclisme urbain. Cette compétition a lieu à Jakarta à la fin du mois d’octobre 2019,. 
Le format cyclisme urbain n'a pas été repris sous cette forme par la suite. En 2023, les championnats continentaux de BMX Freestyle ont à nouveau eu lieu, cette fois en même temps que ceux du BMX racing à Tagaytay, aux Philippines. Cette fois encore, les championnats comptent pour la qualification pour les Jeux olympiques d'été de 2024 à Paris,.

## Éditions
| Année | Lieu        | Ville    |
| ----- | ----------- | -------- |
| 2019  | Indonésie   | Jakarta  |
| 2023  | Philippines | Tagaytay |

## Palmarès masculin

### BMX Freestyle Park
| Année | Champion     | Deuxième      | Troisième    |
| 2019  | Rim Nakamura | Toshio Takagi | Lee Ji-ho    |
| 2023  | Rim Nakamura | Joji Mizogaki | Sha Xiaolong |

### BMX Freestyle Flat
| Année | Champion    | Deuxième       | Troisième         |
| 2019  | Moto Sasaki | Takahiro Ikeda | Januar Susanto    |
| 2023  | Moto Sasaki | Masato Ita     | Pakphum Poosa-Art |

## Palmarès féminin

### BMX Freestyle Park
| Année | Championne  | Deuxième   | Troisième  |
| 2019  | Minato Oike | Ge Hui     | Ou Xianfen |
| 2023  | Deng Yawen  | Zheng Qian | Nene Naito |

### BMX Freestyle Flat
| Année | Championne       | Deuxième        | Troisième        |
| 2019  | Misaki Katagiri  |                 |                  |
| 2023  | Sakura Kawaguchi | Kirara Nakagawa | Sudarat Suvanich |